# Никон (Лайолин)
Архиепи́скоп Ни́кон (англ. Archbishop Nikon, в миру Николас Лайолин или Лиолин, англ. Nicholas Liolin; 9 октября 1945, Нью-Йорк — 1 сентября 2019, Саутбридж, Массачусетс) — епископ Православной церкви в Америке, архиепископ Бостонский, Ново-Английский и Албанской епархии.

## Биография
Родился в городе Нью-Йорк 9 октября 1945 года в семье Эванса Дж. и Хелены П. Лайолин. Он рос в православной семье, деятельно принимавшей участие в жизни Албанской епархии, впоследствии присоединившейся к Православной Церкви в Америке. Его отец был основателем (в 1947 году) и председателем от мирян в епархиальном фонде для ученичества духовного звания. Много лет его мать служила регентом хора в их домашнем Никольском приходе в Джамайка Эстэйтс, Нью-Йорк. Его старший брат отец Артур стал секретарём Албанской епархии, брат Джон служил в приходском совете Георгиевской церкви в Турнбулле, штат Коннектикут; брат Вильгельм пал в Корейской войне, младший брат Джеймс служил председателем от мирян в приходе Джамайка Эстэйтс и членом епархиального фонда для ученичества духовного звания.
Получил начальное и среднее образование в Нью-Йорке, где у него развился живой интерес к театральному искусству и биологии.
Приняв пострижение во чтеца от митрополита Феофана (Ноли), он продолжил своё образование во Владимирской духовной семинарии в Крествуде; в Колледже Ионы и Конкордии в Нью-Рошели, штат Нью-Йорк; и в Новой школе социальных исследований и политических наук в городе Нью-Йорк.
В 1967 году он женился на подруге детства Саре Артур.
5 июля 1969 года рукоположен епископом Стефаном (Ласко) во диакона и на следующий день во священника.
Его матушка Сара являлась регентом в приходах, где служил её муж в течение 33 лет. За это время он приобрёл репутацию чуткого и опытного пастыря. Его паствой были албанские приходы святителя Николая в Саутбридже, штат Массачусетс и святого Фомы в Фармингтон-Хилс, штат Мичиган. Вдобавок к пастырским трудам, он также служил благочинным округа Великих озёр, президентом Детройтского православного совета, капелланом православного студенческого сообщества в университете Уэйна штата Мичиган, и администратором здравоохранительного страховочного плана для духовенства его округа. В печати и на радиоволнах он обращался к верующим и заинтересованным, координируя программу «Голос Православия» («The Voice of Orthodoxy»), учреждённую Русской Православной лигой мирян Новой Англии, и издавая газету Албанской епархии «The Vine» («Лоза»).
25 июля 2000 года его жена Сара скончалась от рака, после чего он удалился в Свято-Тихоновский монастырь в Саут-Кейнане.
В апреле 2002 года решением Священного Синода Православной Церкви в Америке избран во епископа Балтиморского, викария митрополит всей Америки и Канады. Вскоре он принял монашество с именем Никон.
24 мая 2002 года, во время ежегодного паломничества в Тихоновский монастырь, в монастырском храме святителя Тихона Задонского состоялся чин его «избрания и одобрения» (наречение во епископа). Хиротония состоялась на следующее утро там же состоялась его епископская хиротония, которую совершили: митрополит всей Америки и Канады Феодосий (Лазор), архиепископ Питтсбургский и Западной Пенсильвании Кирилл (Йончев), архиепископ Нью-Йоркский и Нью-Джерси Пётр (Л’Юилье), архиепископ Даллаский и Юга Димитрий (Ройстер), архиепископ Филадельфийский и Пенсильванский Герман (Свайко), Архиепископ Детройский и Румынский Нафанаил (Попп), епископ Чикагский и Среднего Запада Иов (Осацкий), епископ Оттавский и Канадский Серафим (Сторхейм), епископ Ситкинский и Аляскинский Николай (Сораич), епископ на покое Марк (Форсберг), епископ Василий (Эссей) (Антиохийская православная церковь).
Епархиальное собрание Албанской епархии 10 октября 2003 года выдвинуло владыку Никона на место епископа Бостонского и Албанской епархии, после чего Архиерейский Синод Церкви избрал его на эту кафедру 22 октября того же года с сохранением за ним должности администратора Епархии Новой Англии.
19 октября 2005 года Священный Синод назначил его правящим архиереем Епархии Новой Англии, таким образом объединив две епархии под его омофором. 17 декабря того же года в Троицком соборе Бостона состоялась его интронизация.
24 февраля 2011 года решением Архиерейского Синода назначен временно управляющим Епархии Юга. Пребывал в этой должности до 18 марта 2015 года.
9 мая 2012 года, согласно решению Синода, вместе с другими правящими архиереями, прослужившими в архиерейском сане 5 или более лет, был возведён в сан архиепископа.
Умер 1 сентября 2019 года в Саутбридже, штат Массачусетс. Свои соболезнования по поводу кончины архиепископа Никона направили: архиепископ Тиранский и всей Албании Анастасий, митрополит Волоколамский Иларион (Алфеев), предстоятель Греческой православной архиепископии Америки архиепископ Елпидифор (Ламбриниадис), предстоятель Антиохийской Архиепископии Северной Америки митрополит Иосиф (аз-Зехлауи), митрополит Маланкарской православной церкви Николовос и посол Албании в США Флорета Фабер. 9 сентября 2019 был похоронен в Мичигане рядом с могилой своей жены Сары.